# Białoruś na Letnich Igrzyskach Paraolimpijskich 1996
Białoruś na Letnich Igrzyskach Paraolimpijskich 1996 w Atlancie reprezentowało 15 zawodników (11 mężczyzn i 4 kobiety) w 5 dyscyplinach.
Debiutujący na letnich igrzyskach paraolimpijskich Białorusini zdobyli na tych igrzyskach 13 medali, wszystkie wywalczyli lekkoatleci.

## Wyniki

### Łucznictwo
Mężczyźni
- Stepan Bougaichuk – indywidualnie stojąc (odpadł w 1/16 finału)

Kobiety
- Tatiana Grichko – indywidualnie stojąc (odpadła w 1/4 finału)

### Kolarstwo
Kolarstwo szosowe
- Vladimir Groudko, S. Plachtchinski – jazda na tandemach, 100/120 k (4. miejsce)

Kolarstwo torowe
- Vladimir Groudko, S. Plachtchinski
  - wyścig na dochodzenie na tandemach (zdyskwalifikowani)
  - jazda na czas na tandemach (21. miejsce)

### Lekkotletyka
Mężczyźni
- Oleg Chepel
  - bieg na 400 m T11 (nie pojawił się na starcie w biegu finałowym)
  - skok w dal F11 (6. miejsce)
  - trójskok F11 (10. miejsce)
  - skok wzwyż F10-11 (1. miejsce)
  - pięciobój P11 (nie wystartował)
- N. Denissevitch
  - pchnięcie kulą F10 (2. miejsce)
  - rzut dyskiem F10 (3. miejsce)
- Ihar Fartunau
  - bieg na 100 metrów T12 (4. miejsce)
  - skok w dal F12 (2. miejsce)
  - trójskok F12 (2. miejsce)
  - pięciobój P12 (3. miejsce)
- Victor Joukovski
  - skok w dal F10 (4. miejsce)
  - trójskok F10 (3. miejsce)
  - pięciobój P10 (3. miejsce)
- Vladimir Potapenko
  - rzut dyskiem F53 (12. miejsce)
  - rzut oszczepem F53 (8. miejsce)
  - pchnięcie kulą F53 (14. miejsce)

Kobiety
- Iryna Leantsiuk
  - bieg na 100 m T42-46 (4. miejsce)
  - bieg na 200 m T42-46 (3. miejsce)
  - rzut dyskiem F42-44/46 (4. miejsce)
  - rzut oszczepem F42-44/46 (7. miejsce)
  - pchnięcie kulą F42-44/46 (14. miejsce)
  - skok w dal F42-44/46 (1. miejsce)
- Tamara Sivakova
  - rzut dyskiem F12 (3. miejsce)
  - pchnięcie kulą F12 (1. miejsce)
  - pięciobój P10-12 (nie wystartowała)
- Yadviha Skorabahata
  - bieg na 800 m T10-11 (nie ukończyła biegu półfinałowego)
  - rzut oszczepem F10-11 (3. miejsce)
  - pięciobój P10-12 (7. miejsce)

### Podnoszenie ciężarów
- Vladimir Bouben – powyżej 100 kg (10. miejsce)

### Pływanie
- Dmitri Kravtsevich
  - 50 m stylem dowolnym B3 (odpadł w eliminacjach)
  - 100 m stylem dowolnym B3 (odpadł w eliminacjach)
  - 400 m stylem dowolnym B3 (odpadł w eliminacjach)
  - 100 m stylem grzbietowym B3 (6. miejsce)
- Igor Proskourin
  - 50 m stylem dowolnym S6 (nie wystartował w eliminacjach)
  - 100 m stylem dowolnym S6 (odpadł w eliminacjach)
  - 200 m stylem dowolnym S6 (odpadł w eliminacjach)
  - 100 m stylem grzbietowym S6 (odpadł w eliminacjach)